# Кривец (Ивано-Франковская область)
Кривец (укр. Кривець) — село в Солотвинской поселковой общине Ивано-Франковского района Ивано-Франковской области Украины.
Население по переписи 2001 года составляло 1817 человек. Занимает площадь 15 км². Почтовый индекс — 77733. Телефонный код — 03471.